# Nádir Lamjágri
Nádir Lamjágri (Rabat, 1976. február 13. –) marokkói labdarúgókapus. Jelenleg a Wydad de Casablanca-ban véd, ahol 2006-ban bajnoki címet ünnepelhetett. Lamjágri részt vett a 2004. évi nyári olimpiai játékokon a marokkói csapat tagjaként. Kiestek a csoportmérkőzések után, miután a harmadik helyen végeztek a csoportgyőztes Irak és Costa Rica mögött.
Először a 2008-as afrikai nemzetek kupáján, a Ghána elleni mérkőzésen lépett pályára a válogatottban.

## Klubjai
- Racing de Casablanca 1995–2003
- el-Vahda (Abu-Dzabi) 2006–2008
- Wydad de Casablanca 2003–2006, 2009–

## Eredményei
- Marokkói bajnok: 2006
- Marokkói kupagyőztes: 2004
- Afrikai nemzetek kupája-döntős: 2004

1. ↑  FBref
2. ↑  http://www.transfermarkt.com/nadir-lamyaghri/profil/spieler/37745
3. ↑  http://www.bbc.co.uk/sport/0/football/21043626
4. ↑  https://lematin.ma/journal/2004/S-M--le-Roi-Mohammed-VI-decore-les-heros-de-l-equipe-nationale-de-Wissams-Royaux/37315.html